# Evgheni Bratan
Evgheni Bratan –también escrito como Eugen Bratan– (Cahul, URSS, 22 de mayo de 1981) es un deportista moldavo que compitió en halterofilia. Su hermano Alexandru también compitió en halterofilia.
Ganó una medalla de bronce en el Campeonato Europeo de Halterofilia de 2007, en la categoría de 94 kg.

## Palmarés internacional
| Campeonato Europeo | Campeonato Europeo    | Campeonato Europeo | Campeonato Europeo |
| Año                | Lugar                 | Medalla            | Categoría          |
| ------------------ | --------------------- | ------------------ | ------------------ |
| 2007               | Estrasburgo (Francia) | Medalla de bronce  | 94 kg              |